# Temps de thrombine
Le temps de thrombine est le temps de coagulation d'un plasma sanguin citraté lors de l'ajout d'une quantité connue de thrombine et de calcium. Il s'exprime en secondes ou en pourcentage par rapport à un plasma normal utilisé comme témoin.Elle mesure la transformation du fibrinogène en fibrine par la thrombine.

## Description
Elle permet aussi de détecter la présence de dabigatran, un anticoagulant oral direct ayant un effet inhibiteur de la thrombine.
Cet examen teste la transformation du fibrinogène en fibrine; il est utile en cas de syndrome hémorragique ou de traitement par l'héparine ou par thrombolytique.

Il se rapproche du temps de reptilase qui n'est plus utilisé en pratique courante.

## Allongement du temps de thrombine
- afibrinogénémie ou hypofibrinogénémies
- dysfibrinogénémie
- CIVD.
- héparine
- Dabigatran
- dysglobulinémie
- amylose AL